# Max-Planck-Straße
Die Max-Planck-Straße ist eine Innerortsstraße im Stadtteil Haidhausen von München. Sie bildet einen Teil der direkten Verbindung vom Altstadtring zur Passauer Autobahn (A 94).

## Verlauf
Die verhältnismäßig kurze Straße (früher: Äußere Maximilianstraße) ist die östliche Fortsetzung der Maximilianstraße. Sie beginnt an der Maximiliansbrücke, überwindet die Anhöhe des östlichen Isarhochufers auf zwei getrennten, jeweils halbkreisförmig geführten Fahrbahnen durch die Maximiliansanlagen, die den Baukomplex des Maximilianeums umfassen, kreuzt den auf der Höhe geführten Straßenzug der Sckellstraße (nach Süden) und der Maria-Theresia-Straße (nach Norden) und setzt sich mit gründerzeitlicher Bebauung bis zum Max-Weber-Platz fort, an dem sie auf den Straßenzug Innere Wiener Straße/Ismaninger Straße trifft. Die Eckhäuser der querenden Straßen tragen mit Ausnahme der Nr. 12 jeweils den Querstraßen zugeordnete Hausnummern. Über den Max-Weber-Platz hinaus verlängert die Einsteinstraße (früher: Äußere Wiener Straße) den Straßenzug in Richtung auf die Bundesautobahn 94. „Dem kurzen Straßenzug ... geben reich gegliederte Wohnhäuser der 1870er Jahre in Übergangsformen vom Spätklassizismus zur Neurenaissance das Gepräge“. Zum Ensemble gehören die Eckhäuser Sckellstraße 6 und Maria-Theresia-Straße 1. Haus Nr. 7 wurde seiner Gliederung beraubt.
Auf der Straße verkehren die Straßenbahnlinie 19 und die Straßenbahnlinie 21 der Münchner Verkehrsgesellschaft mbH (MVG), mit der Haltestelle Maximilianeum. Unter der Straße sind im Tunnel die U-Bahn-Linien U 4 und U 5 der Stammstrecke 3 geführt, die sich am Max-Weber-Platz verzweigen.

## Geschichte
Pläne zum Ausbau einer Verbindung auf der Trasse der heutigen Max-Planck-Straße wurden im Zusammenhang mit dem Bau der Maximilianstraße um 1850 erstellt. So ist die Trasse im Projekt einer Straße von der Residenz nach Haidhausen von Matthias Berger (1851) und im 2. Projekt von Friedrich Bürklein für die Maximilianstraße aus dem Jahr 1852 (dort bereits mit dem Rondell am Hang des Isarhochufers) enthalten. Die Bebauung des östlichen Straßenteils erfolgte in den 1870er Jahren.

## Bezeichnung
Die Straße trägt ihre Bezeichnung nach dem Physiker Max Planck (1858–1947). Die Benennung der Straße erfolgte im Jahr 1956.

## Baudenkmäler in der Max-Planck-Straße

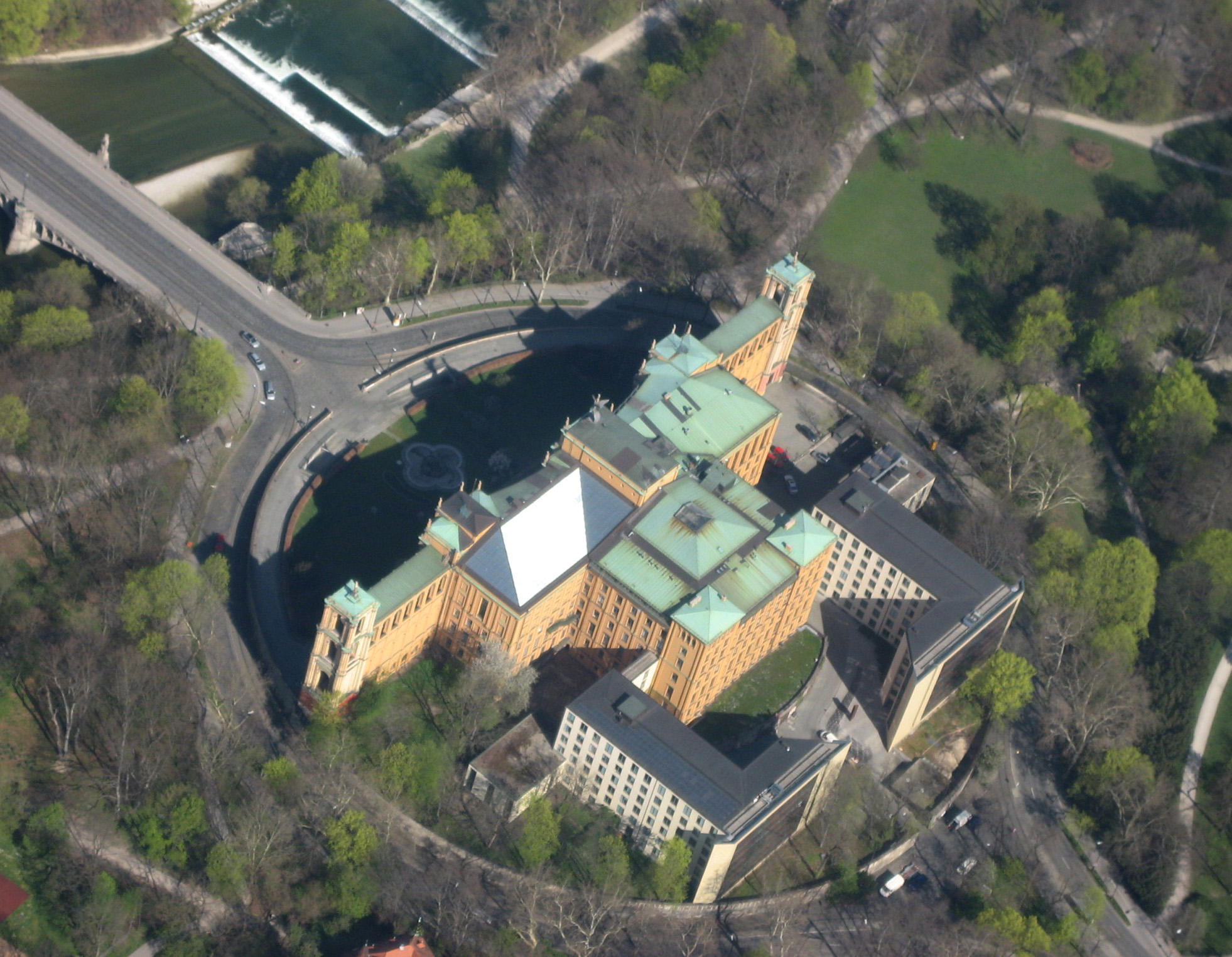
Maximilianeum. Luftbild 2007, mit ringförmigem Verlauf der Straße.

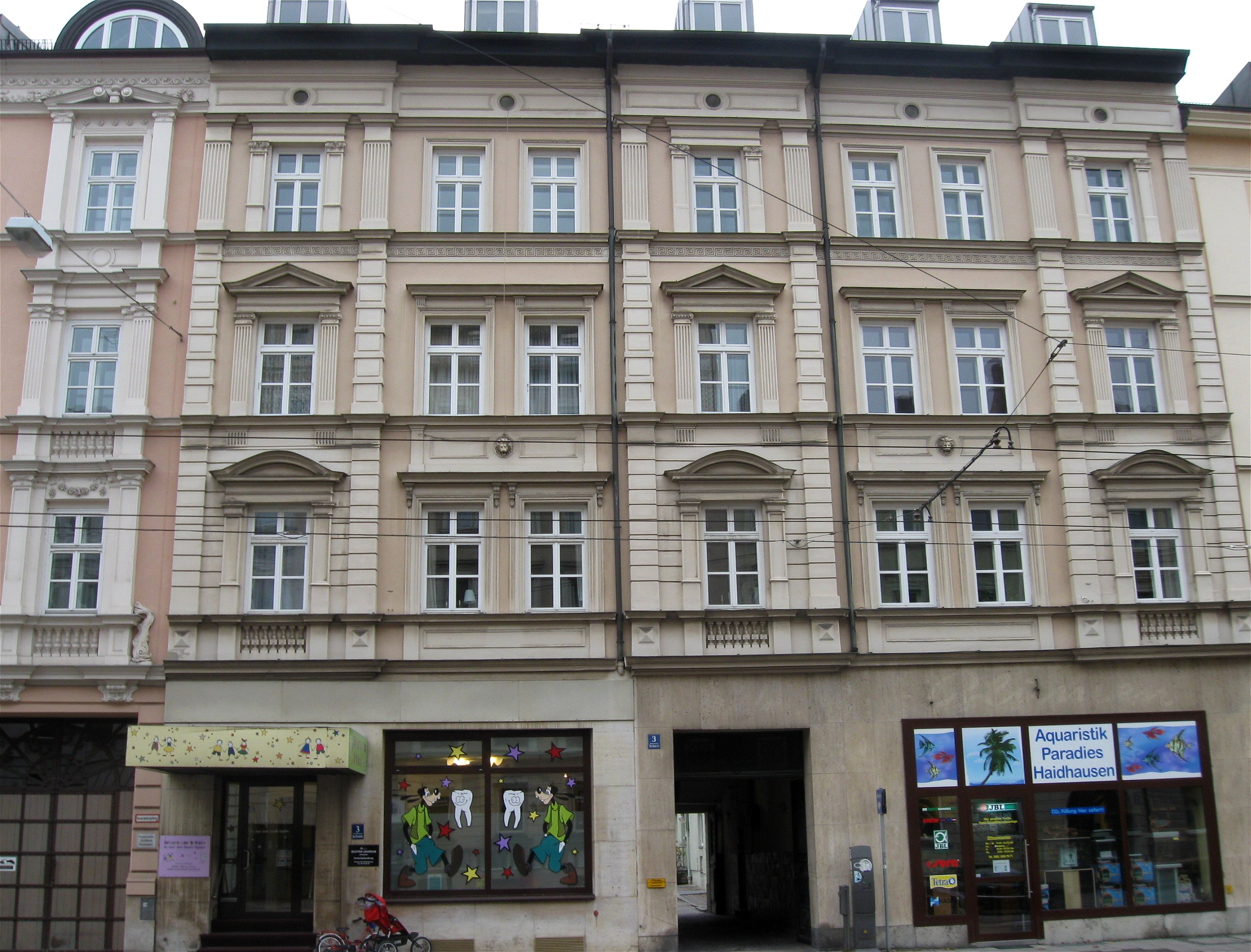
Haus Nr. 3

- Nr. 1 Maximilianeum, 1857–1874 von Friedrich Bürklein, auf hoher Hangterrasse am östlichen Isarhochufer, bildet den optischen Abschluss der Maximilianstraße.
- Nr. 2 Maximilianswerk, Laufwasserkraftwerk am Auer Mühlbach, schlösschenartiger Neubarockbau on den Maximiliansanlagen, 1895 von Carl Hocheder errichtet.
- Nr. 3 spätklassizistisches, reich gegliedertes Mietshaus, 1877/78 von Albert Bruckmaier.
- Nr. 4 spätklassizistisches Mietshaus, 1876 von Robert Stürmer und Max Häusler.
- Nr. 5 spätklassizistische, reich gegliederte und stuckierte Mietshausfassade, 1877/78 von Albert Bruckmaier.
- Nr. 6 spätklassizistisches Mietshaus mit reichem Stuckdekor, 1876 von Robert Stürmer und Max Häusler.
- Nr. 8 reich gegliedertes Neurenaissance-Mietshaus mit Stuckdekor, um 1873 von Albert Bruckmaier; bildet eine Gruppe mit Nr. 10.
- Nr. 10 reich gegliedertes Neurenaissance-Mietshaus mit Stuckdekor, 1873 von Albert Bruckmaier.
- Nr. 12 Eckhaus, stattlicher Neurenaissancebau, reich gegliedert, mit Nachklängen des Maximilianstils, 1873 von Albert Bruckmaier.

Alle genannten Gebäude sind in die Denkmalliste aufgenommen.
Siehe auch: Liste der Baudenkmäler in Haidhausen mit Abbildungen der Gebäude